# Espargos
Espargos est une localité du Cap-Vert située dans l'île de Sal, dont elle est la capitale et la localité la plus peuplée. C'est une « ville » (cidade) – un statut spécifique conféré automatiquement à tous les sièges de municipalités depuis 2010.

## Transports
Espargos est desservi par l'aéroport international Amílcar Cabral, principal aéroport du pays – qui a donné son nom à l'un des clubs de football locaux, l'Académico do Aeroporto, l'autre étant l'Académico do Sal.
Espargos est reliée à Santa Maria par la EN1-SL01, à Palmeira par la EN1-SL-02 menant  et à Pedra de Lume par  la EN3-SL-02.